# Clan Kanamori
Il clan Kanamori (金森氏?, Kanamori-shi) fu un clan del Giappone feudale che governò nella provincia di Hida dal periodo Edo e discendente dei Fujiwara.

## Genealogia[1]
Kanamori Nagachika (金森 長近?; 1524 – 1608) primo fondatore del clan, servì in ordine Oda Nobunaga, Toyotomi Hideyoshi e Tokugawa Ieyasu. Venne ricompensato da Hideyoshi con la provincia di Hida nel 1585.
Kanamori Yoshishige (金森 可重?; 1559 – 1616) figlio adottivo ed erede di Nagachika si distinse durante l'assedio di Osaka.